# Список найпопулярніших україномовних музичних відео на YouTube
Цей перелік є добіркою найпопулярніших україномовних музичних відео на YouTube за даними цього сайту, де під поняттям найпопулярніших розуміється музичне відео з кількістю переглядів, що перевищило позначку у 10 мільйонів переглядів. Під поняттям україномовної розуміється відеоробота, що містить пісню у якій відповідно до вимог Національної ради з питань телебачення та радіомовлення та чинного українського законодавства частка україномовного тексту складає понад 50 відсотків.
Станом на 1 січня 2022 року, 143 музичних україномовних відео мають принаймні 10 мільйонів переглядів. Найбільшу кількість відеоробіт у списку таких українськомовних музичних відео мають пісні з каналу Чоткий Паца (16 відеоробіт, 388 млн переглядів), пісні DZIDZIO (12 відеоробіт, загальна кількість переглядів — 310 млн), пісні гурту «Океан Ельзи» (11 відеоробіт, загальна кількість переглядів — 227 млн), музичні відео каналу «З любов'ю до дітей — Дитячі пісні» (10 відеоробіт, 208 млн переглядів), а також музичні відео каналу мультсеріалу Маша та Ведмідь (6 відеоробіт, 326 млн переглядів).
Крім того, позначку у 10 мільйонів переглядів подолали п'ять відеоробіт гурту «The Hardkiss» (загальна кількість переглядів — 152 млн), співака Олега Винника (загальна кількість переглядів — 127 млн), гурту «Скрябін» (загальна кількість переглядів — 93 млн) та гурту «Без обмежень» (загальна кількість переглядів — 72 млн). Далі, з чотирма відеороботами йдуть гурт «KAZKA» (загальна кількість переглядів — 549 млн, і це рекордна сумарна кількість переглядів для українськомовного виконавця чи гурту), гурт Go_A (загальна кількість переглядів — 72 млн), гурт «Антитіла» (загальна кількість переглядів — 62 млн) та співачка NK (загальна кількість переглядів — 59 млн). Далі йде з 3-ма відео співачка Христина Соловій (загальна кількість переглядів — 69 млн).
Найпопулярніші музичні відео в статті згруповано у 2 групи в табличній формі відповідно до їх характеристик.

## Найпопулярніші офіційні відеокліпи виконавців
До першої групи належать офіційні музичні відеокліпи виконавців, зняті за участі, сприяння та (або) фінансування ними процесу створення відео, незалежно від того, чи були вони викладені командою виконавця офіційно чи фанатськими групами в неофіційний спосіб. Станом на 20 грудня 2023 року 156 відеокліпів україномовних виконавців подолали межу 10 млн. переглядів, з них 100 відео — 15 млн. переглядів, 78 — 20 млн. переглядів, 34 — 30  млн. переглядів, 13 — 40  млн. переглядів, 8 — 50  млн. переглядів.
Єдиний україномовний колектив чи виконавець, офіційний україномовний відеокліп якого подолав позначку у 100, 200, 300 та 400 млн переглядів - гурт «KAZKA» з відеокліпом на пісню «Плакала». Кліп дуету реперів Kalush та Skofka на пісню «Додому» має понад 90 млн. переглядів, офіційний кліп на пісню«Стефанія» від Kalush Orchestra та кліп гурту «Время и Стекло» на пісню «Дим» мають понад 80 млн переглядів.
Найбільшу кількість відеоробіт у цьому списку мають пісні гурту Kalush (12 відеоробіт, загальна кількість переглядів — 343 млн) та реп-виконавця Skofka (12 відеоробіт, загальна кількість переглядів — 330 млн). Наступними є DZIDZIO (11 відеоробіт, загальна кількість переглядів — 306 млн) та гурт «Океан Ельзи» (11 відеоробіт, загальна кількість переглядів — 277 млн). Далі йде співак Артем Пивоваров (10 відеоробіт, загальна кількість переглядів — 240 млн). Наступними є: гурт «Без обмежень» (7 відеоробіт, загальна кількість переглядів — 116 млн), співак YAKTAK (6 відеоробіт, загальна кількість переглядів — 129 млн), гурти «Скрябін» (5 відеоробіт, загальна кількість переглядів — 102 млн) та «Антитіла» (5 відеоробіт, загальна кількість переглядів — 118 млн), співачки Христина Соловій (4 відеороботи, загальна кількість переглядів — 97 млн), KOLA (4 відеороботи, загальна кількість переглядів — 65 млн) та DOROFEEVA (4 відеороботи, загальна кількість переглядів — 91 млн), далі йдуть співак Олег Винник (3 відеороботи, загальна кількість переглядів — 104 млн), гурт «The Hardkiss» (4 відеороботи, загальна кількість переглядів — 87 млн), співачка NK (3 відеороботи, загальна кількість переглядів — 50 млн).
| №    | Назва                                                          | Виконавець | К-ть переглядів | Дата завантаження | Посилання |
| ---- | -------------------------------------------------------------- | --- | --------------- | ----------------- | --------- |
| 1.   | «Плакала» (офіційне відео)                                     | KAZKA | 478 744 215     | 25 вересня 2018   |           |
| 2.   | «Додому»                                                       | Kalush та Skofka | 98 902 051      | 21 травня 2021    |           |
| 3.   | «Дим»                                                          | Время и Стекло | 84 815 575      | 21 березня 2019   |           |
| 4.   | «Дежавю»                                                       | Артем Пивоваров | 79 214 953      | 17 червня 2020    |           |
| 5.   | «Стефанія»                                                     | Kalush Orchestra | 77 078 832      | 15 травня 2022    |           |
| 6.   | «Чути гімн»                                                    | Skofka | 68 565 649      | 1 серпня 2022     |           |
| 7.   | «Обійми»                                                       | Океан Ельзи | 68 051 644      | 27 лютого 2013    |           |
| 8.   | «Тримай»                                                       | Христина Соловій | 67 495 633      | 8 квітня 2015     |           |
| 9.   | «Думи»                                                         | Артем Пивоваров та DOROFEEVA | 61 501 419      | 3 червня 2022     |           |
| 10.  | «Врубай»                                                       | Parfeniuk | 60 886 621      | 31 жовтня 2024    |           |
| 11.  | «Барабан»                                                      | Артем Пивоваров та Klavdia Petrivna | 60 512 775      | 25 квітня 2024    |           |
| 12.  | «Якби не ти»                                                   | Максим Бородін | 59 712 569      | 24 травня 2023    |           |
| 13.  | «Порічка»                                                      | YAKTAK та KOLA | 59 639 163      | 6 квітня 2023     |           |
| 14.  | «Погляд»                                                       | YAKTAK та SOBOL | 57 805 733      | 13 жовтня 2022    |           |
| 15.  | «Покохай мене»                                                 | Chico & Qatoshi, 100лиця | 54 537 727      | 12 листопада 2023 |           |
| 16.  | «Там У Тополі»                                                 | Артем Пивоваров & NK | 53 535 097      | 11 листопада 2022 |           |
| 17.  | «Нагадай»                                                      | Domiy | 52 800 882      | 15 грудня 2023    |           |
| 18.  | «Чорне і біле» [official video]                                | ZOZULYA | 52 688 315      | 24 серпня 2018    |           |
| 19.  | «Вихідний»                                                     | DZIDZIO | 52 118 338      | 22 листопада 2017 |           |
| 20.  | «Гуси»                                                         | Wellboy | 48 689 551      | 25 червня 2021    |           |
| 21.  | «Уночі»                                                        | YAKTAK | 48 102 799      | 18 серпня 2023    |           |
| 22.  | «Вовчиця»                                                      | Олег Винник | 47 971 268      | 10 травня 2016    |           |
| 23.  | «Найкращий день»                                               | Потап і Олег Винник | 46 738 612      | 13 вересня 2018   |           |
| 24.  | «Люди»                                                         | Бумбокс | 46 299 781      | 22 грудня 2015    |           |
| 25.  | «Ти щаслива будеш / Гай, зелений гай»                          | Dima Prokopov | 44 184 373      | 1 грудня 2022     |           |
| 26.  | «Місто весни»                                                  | Океан Ельзи та Один в каное | 43 606 874      | 8 вересня 2021    |           |
| 27.  | «Штефан» Štefan                                                | Hrdza | 43 449 743      | 7 грудня 2018     |           |
| 28.  | «Свята»                                                        | KAZKA | 43 056 228      | 3 жовтня 2017     |           |
| 29.  | «Павук»                                                        | DZIDZIO і Вова зі Львова | 42 873 668      | 20 червня 2014    |           |
| 30.  | «Чекає вдома»                                                  | YAKTAK та DOVI | 42 214 699      | 22 грудня 2022    |           |
| 31.  | «Гоп, гоп»                                                     | Вірка Сердючка | 41 230 991      | 12 червня 2006    |           |
| 32.  | «SHUM» Official Music Video — Eurovision 2021                  | Go_A | 41 153 197      | 9 березня 2021    |           |
| 33.  | «Буревіями»                                                    | SHUMEI та ZLATA OGNEVICH | 40 907 657      | 18 квітня 2023    |           |
| 34.  | «Давай начистоту»                                              | Kalush та Skofka | 40 188 630      | 30 червня 2021    |           |
| 35.  | «Очі»                                                          | Артем Пивоваров та Quest Pistols | 39 901 639      | 1 травня 2023     |           |
| 36.  | «Дим»                                                          | Без Обмежень | 39 859 843      | 21 липня 2023     |           |
| 37.  | «Мам»                                                          | Скрябін | 38 539 998*     | 26 квітня 2012    |           |
| 38.  | «ЗОРІ ЗАПАЛАЛИ» [OFFICIAL VIDEO]                               | Без Обмежень | 38 406 634      | 15 лютого 2015    |           |
| 39.  | «На небі»                                                      | Океан Ельзи | 38 377 991      | 14 лютого 2015    |           |
| 40.  | «Не йди»                                                       | Океан Ельзи | 38 310 716      | 20 квітня 2016    |           |
| 41.  | «Люди, як кораблі» офіційне кавер-відео на пісню гурту Скрябін | Антитіла | 38 129 887      | 21 січня 2016     |           |
| 42.  | «ВАНЬКА-ВСТАНЬКА»                                              | Маша Кондратенко | 37 250 831      | 18 липня 2022     |           |
| 43.  | «УКРАЇНА ПЕРЕМОЖЕ»                                             | Олександр Пономарьов, Михайло Хома, Тарас Тополя, Євген Кошовий, Юрій Ткач, Петро Чорний | 36 971 182      | 18 квітня 2022    |           |
| 44.  | «Ой у лузі червона калина»                                     | Андрій Хливнюк, а також NK, Іван Дорн, Дмитро Каднай, Наталія Могилевська, Хас, Надія Дорофеєва, Оля Полякова, Павло Зібров, Єгор Крутоголов, Юрій Ткач, Леся Никитюк, Джамала та хлопчик Леона з фінальною фразою Наталії Могилевської «Доброго вечора! Ми з України!» | 36 810 443      | 2 квітня 2022     |           |
| 45.  | «Журавлi»                                                      | The Hardkiss | 36 517 500      | 21 липня 2017     |           |
| 46.  | «Щоб не було» (Lyric Video)                                    | DOROFEEVA | 36 515 366      | 8 грудня 2022     |           |
| 47.  | «108»                                                          | DZIDZIO | 35 790 861      | 5 жовтня 2016     |           |
| 48.  | «Татанці»                                                      | NAVKA | 35 728 136      | 27 квітня 2018    |           |
| 49.  | «Я і Сара»                                                     | DZIDZIO | 35 653 167      | 15 листопада 2013 |           |
| 50.  | «Погані сусіди»                                                | Skofka | 35 522 968      | 24 травня 2023    |           |
| 51.  | «TDME»                                                         | Антитіла | 35 326 913      | 30 листопада 2017 |           |
| 52.  | «Каділак»                                                      | DZIDZIO | 35 193 004      | 23 березня 2012   |           |
| 53.  | «Вишні»                                                        | Wellboy | 34 666 683      | 22 жовтня 2021    |           |
| 54.  | «Дике поле» (ANIMATION CLIP)                                   | Yarmak та ALISA | 34 571 567      | 2 липня 2022      |           |
| 55.  | «Кобра» (official video)                                       | The Hardkiss та MONATIK | 34 433 563      | 27 серпня 2020    |           |
| 56.  | «Чекаю. Цьом»                                                  | DZIDZIO і Оля Цибульська | 34 356 898      | 15 червня 2017    |           |
| 57.  | «Хто, як не ти?»                                               | Христина Соловій | 34 275 373      | 1 грудня 2016     |           |
| 58.  | «Файна»                                                        | Kalush та Skofka | 34 205 568      | 6 серпня 2021     |           |
| 59.  | «Зорі»                                                         | Kalush | 33 956 990      | 27 жовтня 2020    |           |
| 60.  | «В дорогу»                                                     | Skofka | 33 032 373      | 11 лютого 2022    |           |
| 61.  | «Вcе пробачати»                                                | Dan Balan та Оксана Муха | 32 440 825      | 15 травня 2020    |           |
| 62.  | «Скажи мені»                                                   | Максим Бородін | 31 594 484      | 3 листопада 2023  |           |
| 63.  | «Не забудем і не пробачим»                                     | Skofka | 31 506 215      | 6 травня 2022     |           |
| 64.  | «Без тебе»                                                     | Океан Ельзи | 31 247 340      | 29 травня 2018    |           |
| 65.  | «Джеральдіна»                                                  | Арсен Мірзоян | 31 184 065      | 9 березня 2017    |           |
| 66.  | «Кораблі»                                                      | The Hardkiss | 31 143 177      | 9 листопада 2017  |           |
| 67.  | «Люди»                                                         | MamaRika & KOLA | 30 152 813      | 17 лютого 2023    |           |
| 68.  | «Банда-банда»                                                  | DZIDZIO | 29 040 842      | 14 березня 2017   |           |
| 69.  | «Батьківщина»                                                  | Kalush та Skofka | 28 812 281      | 16 грудня 2022    |           |
| 70.  | «А я все плакала»                                              | DOROFEEVA та LEBIGA | 28 777 278      | 18 квітня 2024    |           |
| 71.  | «Біля Тополі» (Cover Гурт Enej)                                | SHUMEI | 28 757 769      | 1 квітня 2022     |           |
| 72.  | «Смерека»                                                      | Олександр Кварта | 28 466 495      | 28 січня 2014     |           |
| 73.  | «Хочеш»                                                        | DIBROVA & Олена Тополя | 28 359 467      | 7 червня 2024     |           |
| 74.  | «Мрієшся»                                                      | Cheev | 28 286 230      | 30 вересня 2021   |           |
| 75.  | «Місця щасливих людей»                                         | Скрябін | 28 110 727      | 17 жовтня 2011    |           |
| 76.  | «Не твоя війна»                                                | Океан Ельзи | 28 000 147      | 26 квітня 2015    |           |
| 77.  | «Додому»                                                       | Wellboy | 27 878 938      | 16 грудня 2022    |           |
| 78.  | «Фортеця Бахмут»                                               | Антитіла | 27 695 301      | 10 лютого 2023    |           |
| 79.  | «Незламна»                                                     | Люся Кава | 27 610 311      | 9 червня 2022     |           |
| 80.  | «Враже»                                                        | Енджі Крейда | 27 450 430      | 23 травня 2022    |           |
| 81.  | «Лелека»                                                       | MamaRika & YAKTAK | 27 163 341      | 10 листопада 2022 |           |
| 82.  | «Забий»                                                        | Wellboy & Parfeniuk | 26 764 441      | 16 лютого 2024    |           |
| 83.  | «Гори»                                                         | Kalush та Alyona alyona | 26 713 444      | 9 грудня 2019     |           |
| 84.  | «Сусіди»                                                       | DZIDZIO | 26 343 437      | 14 березня 2013   |           |
| 85.  | «Гарно так»                                                    | Cheev | 26 196 333      | 3 грудня 2021     |           |
| 86.  | «Я так хочу…»                                                  | Океан Ельзи | 25 522 704      | 20 грудня 2009    |           |
| 87.  | «Як жити без тебе»                                             | Олег Винник | 25 501 018      | 14 грудня 2017    |           |
| 88.  | «Вірила» (official video)                                      | Антитіла | 25 366 500      | 29 січня 2019     |           |
| 89.  | «Зорепад»                                                      | Max Barskih | 25 351 804      | 8 вересня 2023    |           |
| 90.  | «Калуські вечорниці»                                           | Kalush та Tember Blanche | 25 213 311      | 17 грудня 2021    |           |
| 91.  | «Мить»                                                         | Океан Ельзи | 24 807 270      | 4 грудня 2015     |           |
| 92.  | «Кохаю, але не зовсім»                                         | DOROFEEVA | 24 667 032      | 21 червня 2023    |           |
| 93.  | «Марічка» (Official Lyric Video)                               | Patsyki z Franeka | 24 656 721      | 25 травня 2019    |           |
| 94.  | «Маніфест»                                                     | Артем Пивоваров | 24 192 426      | 13 січня 2023     |           |
| 95.  | «Така, як ти»                                                  | Океан Ельзи (опубліковано як відео Святослава Вакарчука) | 23 825 787      | 14 квітня 2012    |           |
| 96.  | «Промінь»                                                      | Mozgi | 23 431 612      | 10 травня 2018    |           |
| 97.  | «Ліфт»                                                         | SKYLERR та Нікіта Кісельов | 23 184 829      | 10 листопада 2023 |           |
| 98.  | «Тебе знайшов»                                                 | Volkanov | 23 124 181      | 24 листопада 2023 |           |
| 99.  | «Легкаважна»                                                   | СКАЙ | 23 099 014      | 16 квітня 2021    |           |
| 100. | «Стріляй»                                                      | Океан Ельзи | 23 030 351      | 18 квітня 2013    |           |
| 101. | «Міраж»                                                        | Артем Пивоваров | 22 639 304      | 16 листопада 2021 |           |
| 102. | «Я — міліонер»                                                 | DZIDZIO | 22 578 778      | 30 серпня 2019    |           |
| 103. | «Не мовчи»                                                     | YAKTAK | 22 569 137      | 17 листопада 2022 |           |
| 104. | «У мене немає дому»                                            | Один в каное | 22 578 765      | 14 січня 2019     |           |
| 105. | «Браття Українці /Гімн Оборони України»                        | Шабля | 22 548 507      | 16 квітня 2014    |           |
| 106. | «Двічі в одну річку не ввійдеш»                                | Юлія Думанська | 22 543 391      | 25 січня 2016     |           |
| 107. | «Без бою»                                                      | Океан Ельзи | 22 443 562      | 10 листопада 2009 |           |
| 108. | «Обіцяю»                                                       | NK | 22 277 746      | 25 квітня 2019    |           |
| 109. | «Без неї ніяк»                                                 | Без Обмежень | 21 844 661      | 30 серпня 2016    |           |
| 110. | «Твоя»                                                         | Alena Omargalieva | 21 585 478      | 21 листопада 2024 |           |
| 111. | «Хочеш»                                                        | Без Обмежень | 21 369 780      | 8 лютого 2018     |           |
| 112. | «Гуляли»                                                       | KOZAK SIROMAHA | 21 270 009      | 22 грудня 2022    |           |
| 113. | «Мам» [Official Video]                                         | Скрябін | 21 201 552      | 14 квітня 2012    |           |
| 114. | «Люби мене»                                                    | SKYLERR & Agape | 21 180 120      | 21 червня 2024    |           |
| 115. | «Без тебе»                                                     | Максим Бородін та ZLATA OGNEVICH | 21 080 803      | 15 серпня 2024    |           |
| 116. | «Тьотя»                                                        | Шугар | 21 040 435      | 25 квітня 2024    |           |
| 117. | «Ой на, ой»                                                    | Skofka | 20 317 700      | 18 березня 2022   |           |
| 118. | «Мій рідний край»                                              | Світлана Весна | 20 055 176      | 3 вересня 2009    |           |
| 119. | «Охрана-Отмєна»                                                | Jerry Heil | 19 964 823      | 4 квітня 2019     |           |
| 120. | «Листопад»                                                     | Без Обмежень | 19 784 232      | 18 червня 2018    |           |
| 121. | «Не цілуй»                                                     | ТІК та Ірина Білик | 19 499 776      | 30 жовтня 2011    |           |
| 122. | «Палала»                                                       | VALEVSKA | 19 420 688      | 27 січня 2011     |           |
| 123. | «Секрет»                                                       | Друга Ріка | 19 332 653      | 24 квітня 2018    |           |
| 124. | «Fortepiano» (official video)                                  | Христина Соловій | 19 209 228      | 21 грудня 2017    |           |
| 125. | «Тону»                                                         | Без Обмежень | 19 029 522      | 5 квітня 2017     |           |
| 126. | «Моя країна»                                                   | Yarmak FT. TOF | 18 980 662      | 24 серпня 2022    |           |
| 127. | «Не лякай»                                                     | OSTY та Klavdia Petrivna | 18 940 928      | 6 вересня 2024    |           |
| 128. | «Королєва»                                                     | Цвіт Кульбаби | 18 876 049      | 16 серпня 2015    |           |
| 129. | «На порозі»                                                    | Domiy | 18 744 760      | 22 червня 2024    |           |
| 130. | «ПОЧУТТЯ» (OFFICIAL VIDEO)                                     | NK | 18 498 645      | 29 січня 2021     |           |
| 131. | «Весь світ»                                                    | Без Обмежень | 18 389 709      | 21 листопада 2019 |           |
| 132. | «Хай пишуть»                                                   | DOROFEEVA | 18 094 593      | 7 грудня 2023     |           |
| 133. | «Рандеву»                                                      | Артем Пивоваров | 18 071 377      | 30 квітня 2021    |           |
| 134. | «Сірник»                                                       | Skofka | 17 836 607      | 27 серпня 2021    |           |
| 135. | #KUPALA                                                        | Jerry Heil, alyona alyona, Ela | 17 769 241      | 6 липня 2022      |           |
| 136. | «Гуцулка Ксеня»                                                | Randevu | 17 674 869      | 21 листопада 2021 |           |
| 137. | «Вільна» (OST «Віддана»)                                       | Тіна Кароль та Юлія Саніна | 17 343 991      | 12 грудня 2019    |           |
| 138. | «Люди, як кораблі»                                             | Скрябін | 17 327 390*     | 4 березня 2015    |           |
| 139. | «Лови момент» / Catch the moment / Official Video              | Антитіла | 17 197 659      | 1 серпня 2018     |           |
| 140. | «Акація»                                                       | Chico & Qatoshi & paashee | 17 144 655      | 15 листопада 2024 |           |
| 141. | «ШУМ»                                                          | Go_A | 16 917 001      | 22 січня 2021     |           |
| 142. | «Воїни світла»                                                 | Ляпис Трубецкой | 16 803 535      | 12 липня 2022     |           |
| 143. | «Жовті мальви»                                                 | Wellboy | 16 418 493      | 8 лютого 2023     |           |
| 144. | «Не знаю»                                                      | Victoria Niro | 16 274 464      | 11 квітня 2024    |           |
| 145. | «Таксі»                                                        | Kalush та Христина Соловій | 16 218 027      | 10 вересня 2021   |           |
| 146. | «Вотсап»                                                       | DOROFEEVA | 16 170 263      | 27 січня 2023     |           |
| 147. | «Біля серця»                                                   | KOLA | 15 991 109      | 16 вересня 2022   |           |
| 148. | «Хартбіт»                                                      | DOROFEEVA | 15 871 004      | 20 червня 2024    |           |
| 149. | «Тіпок»                                                        | Kalush | 15 753 576      | 6 травня 2020     |           |
| 150. | «Чому»                                                         | Олександр Пономарьов, DZIDZIO, Артем Пивоваров, ALEKSEEV | 15 504 756      | 1 березня 2021    |           |
| 151. | «Український борщ»                                             | Михайло Поплавський | 15 471 045      | 23 червня 2021    |           |
| 152. | «Біла хмара, чорна хмара» [Oфіційне відео]                     | ТІК | 15 297 028      | 2 липня 2013      |           |
| 153. | «Калина» (official video 2017)                                 | Альоша | 15 231 832      | 1 червня 2017     |           |
| 154. | «Тримай» (lyric video)                                         | NK | 15 160 034      | 31 травня 2018    |           |
| 155. | «Школа»                                                        | Анна Трінчер | 15 105 257      | 4 березня 2019    |           |
| 156. | «Марш Нової Армії»                                             | Олег Скрипка, Сергій Василюк, Тарас Компаніченко, Іван Леньо, Сергій Танчинець, Сергій Фоменко, Тарас Чубай та військовослужбовці ЗСУ | 15 074 273      | 5 грудня 2017     |           |
| 157. | «Мужчина»                                                      | Alena Omargalieva | 15 022 905      | 27 березня 2025   |           |
| 158. | «Кохана»                                                       | Фіолет | 14 697 545      | 1 березня 2018    |           |
| 159. | «#МОСКАЛЬ_НЕКРАСІВИЙ» (ГЕТЬ З УКРАЇНИ)                         | Jerry Heil | 14 660 192      | 10 квітня 2022    |           |
| 160. | «Nozzy Bossy»                                                  | Wellboy | 14 585 416      | 11 лютого 2022    |           |
| 161. | «Не пройде»                                                    | Domiy & SHUMEI | 14 564 629      | 25 жовтня 2024    |           |
| 162. | «Будь зі мною»                                                 | Grohotsky | 14 395 131      | 2 грудня 2017     |           |
| 163. | «Тарам там нема з ким»                                         | Віктор Павлік | 14 349 575      | 2 вересня 2011    |           |
| 164. | «Рідні мої»                                                    | alyona alyona feat. Jerry Heil | 14 368 648      | 22 квітня 2022    |           |
| 165. | «Сексуальна»                                                   | Mirami та VovaZIL'Vova | 14 341 015      | 19 серпня 2010    |           |
| 166. | «LaLaLa»                                                       | YAKTAK | 14 325 418      | 12 січня 2024     |           |
| 167. | «Я їду до мами»                                                | DZIDZIO | 14 324 262      | 7 липня 2015      |           |
| 168. | «Radio Hello»                                                  | Enej | 13 875 188      | 6 березня 2010    |           |
| 169. | «Мелодія»                                                      | The Hardkiss | 13 807 740      | 19 квітня 2018    |           |
| 170. | «Ритми»                                                        | Max Barskih & DOROFEEVA | 13 782 400      | 18 серпня 2023    |           |
| 171. | «Ой На Горі»                                                   | Артем Пивоваров | 13 628 692      | 8 липня 2022      |           |
| 172. | «Три полоси»                                                   | Jerry Heil | 13 603 777      | 3 листопада 2023  |           |
| 173. | «Мальви»                                                       | Жадан і Собаки | 13 433 482      | 24 вересня 2019   |           |
| 174. | «По барабану»                                                  | Skofka | 13 328 725      | 24 грудня 2021    |           |
| 175. | «Hey, Hey, Rise Up!»                                           | Pink Floyd (feat. Andriy Khlyvnyuk of Boombox) | 13 201 980      | 7 квітня 2022     |           |
| 176. | «Добрий ранок Україно»                                         | Нумер 482 | 13 081 717      | 24 серпня 2015    |           |
| 177. | «Дзвін»                                                        | SKYLERR & SANARIA | 13 023 009      | 30 вересня 2022   |           |
| 178. | «М'ята»                                                        | KAZKA | 12 944 693      | 23 квітня 2021    |           |
| 179. | «Поцілую»                                                      | Роман Скорпіон | 12 943 139      | 9 жовтня 2015     |           |
| 180. | «Тебе це не стосується»                                        | paashee | 12 776 983      | 1 березня 2025    |           |
| 181. | «ТУК-ТУК-ТУК»                                                  | Jerry Heil | 12 642 639      | 13 серпня 2021    |           |
| 182. | «Човен»                                                        | ZOZULYA | 12 540 027      | 1 травня 2022     |           |
| 183. | «Не моя»                                                       | Kozak System | 12 552 738      | 4 листопада 2016  |           |
| 184. | «Безодня»                                                      | Бумбокс і Тіна Кароль | 12 304 674      | 4 квітня 2019     |           |
| 185. | «Старі фотографії» (official video)                            | Скрябін | 12 248 889      | 21 вересня 2010   |           |
| 186. | «Сонячна»                                                      | Kalush х Skofka х Сальто назад | 12 246 567      | 28 січня 2022     |           |
| 187. | «Чи разом?»                                                    | KOLA | 12 073 372      | 2 червня 2022     |           |
| 188. | «Под облачком» (official video)                                | Христина Соловій | 11 989 440      | 22 жовтня 2015    |           |
| 189. | «Лісапетний батальйон», опубліковано як «Баба грає на баяні»   | Лісапетний батальйон | 11 852 032      | 24 квітня 2018    |           |
| 190. | «Ендорфін»                                                     | YAKTAK | 11 818 891      | 10 вересня 2024   |           |
| 191. | «MARSIK»                                                       | DZIDZIO | 11 693 114      | 3 січня 2016      |           |
| 192. | «Українські Вареники»                                          | Михайло Поплавський | 11 644 670      | 27 травня 2021    |           |
| 193. | «Радісно/Страшно»                                              | Артем Пивоваров feat. Лилу45 | 11 630 171      | 1 квітня 2022     |           |
| 194. | «О, Панно»                                                     | Артем Пивоваров & The Вуса | 11 482 514      | 15 березня 2024   |           |
| 195. | «Чуєш»                                                         | VOLODYMYR DANTES | 11 478 079      | 16 червня 2023    |           |
| 196. | «Нове життя»                                                   | Max Barskih | 11 441 781      | 15 вересня 2023   |           |
| 197. | «Коханці»                                                      | The Hardkiss | 11 108 024      | 18 грудня 2018    |           |
| 198. | «Тішся»                                                        | Артем Пивоваров х Оля Полякова | 11 032 710      | 26 серпня 2022    |           |
| 199. | «Наречена»                                                     | YAKTAK | 10 748 087      | 4 серпня 2022     |           |
| 200. | «Хвилі»                                                        | Kalush та Jerry Heil | 10 586 537      | 1 жовтня 2021     |           |
| 201. | «Небо»                                                         | YAKTAK & CKAYA | 10 397 407      | 4 травня 2024     |           |
| 202. | «Мамина сорочка»                                               | Наталія Май | 10 291 220*     | 25 червня 2010    |           |
| 203. | «Кіно»                                                         | Антитіла | 10 202 777      | 17 листопада 2020 |           |

- Кількість переглядів незадовго до вилучення відеороботи (для відео, що були вилучені з хостингу YouTube з тих чи інших причин)

## Інші найпопулярніші відео
До другої групи музичних відео включено відеопародії на офіційно видані пісні інших виконавців, кавер-відеоверсії (за винятком офіційних відео з репертуару нових виконавців пісні) та будь-які відео переспівів офіційно виданих пісень інших виконавців, саморобні та аматорські відео-підкладки на пісні інших україномовних виконавців, анімаційні фільми чи їхні частини з музичним супроводом (за винятком випадків, коли відповідне відео є офіційним анімаційним відео виконавця), концертні відео, а також неофіційні й офіційні аудіо, викладені на YouTube без змістовної кліпової відеокартинки. Станом на 1 січня 2022 року 63 таких українськомовних музичних відео подолали межу в 10 млн переглядів.
Єдиний українськомовний колектив чи виконавець, офіційний україномовний відеокліп якого подолав позначку у 100, 200, 300 млн. переглядів — Серхат Дурмас з відеореміксом на пісню Океан Єльзи "Обійми" від .
Найбільшу кількість відеоробіт у списку таких україномовних музичних відео мають пісні з каналу Чоткий Паца (16 відеоробіт, 388 млн переглядів), з каналу «З любов'ю до дітей — Дитячі пісні» (10 відеоробіт, 208 млн переглядів) та каналу мультсеріалу Маша та Ведмідь (6 відеоробіт, 326 млн переглядів).
| №    | Назва                                                                                 | Виконавець                                   | К-ть переглядів | Дата завантаження | Посилання |
| ---- | ------------------------------------------------------------------------------------- | -------------------------------------------- | --------------- | ----------------- | --------- |
| 1.   | «La Câlin (Obiymy)», кавер-версія на пісню «Обійми» гурту «Океан Ельзи»               | Серхат Дурмас                                | 324 067 581     | 30 червня 2018    |           |
| 2.   | «Маша та Ведмідь: Пiceнька про чистоту»                                               | Галина Дубок і Борис Кутневич                | 100 479 704     | 21 січня 2015     |           |
| 3.   | «БУЛЬКА» — З Любов'ю До Дітей                                                         | Назар Савко                                  | 96 074 111      | 30 червня 2018    |           |
| 4.   | «Плакала» (офіційне аудіо)                                                            | KAZKA                                        | 93 834 135      | 17 травня 2018    |           |
| 5.   | «Маша та Ведмідь: Прощальна пісня»                                                    |                                              | 84 071 599      | 12 січня 2017     |           |
| 6.   | «Прірва»                                                                              | The Hardkiss                                 | 82 306 887      | 9 січня 2016      |           |
| 7.   | «Пісенька про АБЕТКУ»                                                                 |                                              | 81 847 019      | 23 травня 2013    |           |
| 8.   | «Маша та Ведмідь: Пісенька Солодке життя»                                             | Галина Дубок                                 | 72 379 003      | 13 березня 2015   |           |
| 9.   | «Киця Кицюня» — З Любов'ю До Дітей                                                    | Єва Рацин, студія «Ліра»                     | 60 371 677      | 16 травня 2018    |           |
| 10.  | «The Forest Song. Official Teaser Trailer 1» офіційний трейлер до мультфільму «Мавка» | ДахаБраха                                    | 58 768 679      | 18 липня 2018     |           |
| 11.  | «Имя 505» (пародія)                                                                   | Чоткий Паца                                  | 56 912 293      | 4 жовтня 2015     |           |
| 12.  | «Маша та Ведмідь: Пісенька Про Час (З Улюбленцями Не Розлучайтесь)»                   |                                              | 50 771 803      | 9 жовтня 2017     |           |
| 13.  | «Cплю на парті» (шкільна пародія)                                                     | Чоткий Паца                                  | 50 766 780      | 12 березня 2018   |           |
| 14.  | «Жигуль» (пародія)                                                                    | Сільрада                                     | 49 043 596      | 1 червня 2019     |           |
| 15.  | «Лариска» — З Любов'ю До Дітей                                                        | Назар Савко                                  | 48 740 337      | 9 жовтня 2018     |           |
| 16.  | «Десь по світу»                                                                       | 9 виконавців                                 | 43 195 517      | 18 вересня 2017   |           |
| 17.  | «Вона»                                                                                | Плач Єремії                                  | 42 815 367      | 19 травня 2019    |           |
| 18.  | «Синя смужка»                                                                         | ВІА Кіп'яток                                 | 41 724 947      | 9 серпня 2018     |           |
| 19.  | «Ластівки»                                                                            | Chico & Qatoshi                              | 41 040 898      | 18 червня 2022    |           |
| 20.  | «Кап кап» — З Любов'ю До Дітей                                                        | Наталія Май                                  | 39 306 055      | 16 травня 2016    |           |
| 21.  | «Мишка-хитрунка»                                                                      |                                              | 38 974 650      | 5 грудня 2019     |           |
| 22.  | «Маша та Ведмідь: Колискова (Спи, Моя Радість, Засни)»                                | Галина Дубок і Борис Кутневич                | 36 814 840      | 4 жовтня 2017     |           |
| 23.  | «Плакала» [Official Live Video]                                                       | KAZKA                                        | 36 968 443      | 3 грудня 2020     |           |
| 24.  | «Stefania» LIVE — Ukraine 🇺🇦 — Grand Final — Eurovision 2022                          | Kalush Orchestra                             | 36 508 944      | 14 травня 2022    |           |
| 25.  | «Зорі запалали»                                                                       | Без Обмежень                                 | 36 344 504      | 4 січня 2019      |           |
| 26.  | «Валентинка» (пародія)                                                                | Сільрада                                     | 35 568 091      | 13 лютого 2020    |           |
| 27.  | «Яворина»                                                                             | Степан Гіга                                  | 35 556 404      | 11 лютого 2012    |           |
| 28.  | «SHUM» LIVE — Ukraine 🇺🇦 — Grand Final — Eurovision 2021                              | Go_A                                         | 34 924 162      | 22 травня 2021    |           |
| 29.  | «Дике поле» (ANIMATION CLIP)                                                          | Yarmak та ALISA                              | 34 493 497      | 2 липня 2022      |           |
| 30.  | «Зустріч випускників» (лірична пародія)                                               | Чоткий Паца                                  | 33 737 987      | 8 липня 2018      |           |
| 31.  | «Рожеве вино» (пародія)                                                               | Чоткий Паца                                  | 33 311 829      | 13 лютого 2018    |           |
| 32.  | «Плакала» (R3HAB Remix)                                                               | KAZKA та R3HAB                               | 33 153 791      | 15 березня 2019   |           |
| 33.  | «Черепаха Аха»                                                                        | Ганна Чубач                                  | 32 571 833      | 17 лютого 2018    |           |
| 34.  | «ВІТАМІНКА» — З Любов'ю До Дітей                                                      | Таня Турчиняк                                | 32 515 131      | 24 вересня 2020   |           |
| 35.  | «Гусі потягусі» — З Любов'ю До Дітей                                                  | RoNika                                       | 32 215 293      | 12 липня 2017     |           |
| 36.  | «Е, Бой (пародія)»                                                                    | Чоткий Паца                                  | 32 149 766      | 6 серпня 2018     |           |
| 37.  | «НЕХОЧУХА» — З Любов'ю До Дітей                                                       | Юстина Оршак                                 | 31 741 845      | 22 листопада 2017 |           |
| 38.  | «Хруля» — З Любов'ю До Дітей                                                          | Софійка Хома                                 | 30 296 281      | 16 листопада 2019 |           |
| 39.  | «Наодинці»                                                                            | БумБокс                                      | 30 081 562      | 1 лютого 2017     |           |
| 40.  | «Ой лузі червона калина...» (опубліковано як «Ukrainian Folk Song 🇺🇦 ARMY REMIX»)     | Андрій Хливнюк & The Kiffness                | 30 081 088      | 4 березня 2022    |           |
| 41.  | «У бабусі на селі» — З любов'ю до дітей                                               | Софія Хома                                   | 28 924 480      | 3 лютого 2019     |           |
| 42.  | «Тракторець — молодець»                                                               |                                              | 28 627 326      | 23 жовтня 2020    |           |
| 43.  | «Марічка» ПАРОДІЯ                                                                     | Сільрада                                     | 28 375 038      | 17 серпня 2019    |           |
| 44.  | «Чути гімн»                                                                           | Skofka                                       | 27 266 201      | 28 липня 2022     |           |
| 45.  | «Ашот і кавуни» (пародія)                                                             | Чоткий Паца                                  | 27 364 904      | 17 вересня 2018   |           |
| 46.  | «Їздить трактор по городу» — З Любов'ю До Дітей                                       | Назар Савко                                  | 27 128 926      | 17 вересня 2017   |           |
| 47.  | «Човен»                                                                               | гурт «Один в каное»                          | 26 279 715      | 11 лютого 2016    |           |
| 48.  | «Восьмий колір»                                                                       | Мотор'Ролла                                  | 26 275 321      | 8 листопада 2018  |           |
| 48.  | «Калина»                                                                              | Ірина Федишин                                | 26 249 242      | 30 березня 2014   |           |
| 49.  | «Ластівки»                                                                            | Chico                                        | 25 955 019      | 18 червня 2022    |           |
| 50.  | «Соколи» / The Falcons [Lyric Video]                                                  | Mirami                                       | 25 714 543      | 29 березня 2019   |           |
| 51.  | «Stefania» \| Нацвідбір на Євробачення-2022                                           | Kalush Orchestra                             | 23 723 128      | 12 лютого 2022    |           |
| 52.  | «ДОБРОГО ВЕЧОРА» (WHERE ARE YOU FROM?)                                                | PROBASS ∆ HARDI                              | 23 502 936      | 21 жовтня 2021    |           |
| 53.  | «Тримай» кавер на пісню «Тримай» співачки Христина Соловій                            | Олександра Мироненко                         | 23 174 120      | 9 жовтня 2016     |           |
| 54.  | «ТАНЦІ ЗІГРІВАНЦІ» — З Любов'ю До Дітей                                               | Дитяча студія балету «ЖИТТЯ» — «СМАЙЛИКИ»    | 22 872 159      | 13 лютого 2017    |           |
| 55.  | «Колбаса» (пародія)                                                                   | Чоткий Паца                                  | 22 038 252      | 1 травня 2018     |           |
| 56.  | «Гучі» («Это Одесса, детка!», пародія)                                                | Чоткий Паца                                  | 21 835 137      | 26 червня 2018    |           |
| 57.  | «Мати каже правду»                                                                    | Олег Винник                                  | 21 392 213      | 22 листопада 2018 |           |
| 58.  | «Не ПТУ, а Коледж! Бурса» (пародія)                                                   | Чоткий Паца                                  | 21 242 588      | 25 лютого 2019    |           |
| 59.  | «Я закохався»                                                                         | HammAli & Navai feat. Mиша Марвин            | 20 628 099      | 7 листопада 2019  |           |
| 60.  | «Не забудем і не пробачим»                                                            | Skofka                                       | 20 577 484      | 5 травня 2022     |           |
| 62.  | «Дитинство» (лірична пародія)                                                         | Чоткий Паца                                  | 20 491 647      | 17 грудня 2018    |           |
| 63.  | «Добра та весела дитяча пісня АРАМ ЗАМ ЗАМ» — З Любов'ю До Дітей                      | МАЛДІВИ                                      | 20 339 726      | 9 квітня 2016     |           |
| 64.  | «ХОДИТЬ ГАРБУЗ ПО ГОРОДУ» — З Любов'ю До Дітей                                        | вокальний ансамбль «Друзі»                   | 20 149 988      | 18 листопада 2016 |           |
| 65.  | «Вечорниці (Добрий день Everybody)»                                                   | 100Лиця                                      | 19 460 791      | 11 липня 2022     |           |
| 66.  | «Ой, у вишневому саду»                                                                | гурт «Експрес»                               | 19 335 650      | 7 грудня 2013     |           |
| 67.  | «Таксист» (пародія)                                                                   | Чоткий Паца                                  | 19 174 598      | 16 травня 2019    |           |
| 68   | «Блогер йде в президенти!» (пародія)                                                  | Сільрада                                     | 18 309 638      | 29 березня 2019   |           |
| 69.  | «Розлук не буде» (Official Audio)                                                     | DZIDZIO та Іван Попович                      | 18 059 656      | 16 квітня 2017    |           |
| 70.  | «Жук» — З Любов'ю До Дітей                                                            | Яна Решко                                    | 17 561 047      | 7 вересня 2016    |           |
| 71.  | «Цвет настроения синий» (пародія)                                                     | Чоткий Паца                                  | 17 432 775*     | 24 травня 2018    |           |
| 72.  | SHUM» (Lyrics) Ukraine 🇺🇦 Eurovision 2021                                             | Go_A                                         | 17 191 587      | 19 травня 2021    |           |
| 73.  | «Ніч яка місячна»                                                                     | Олег Винник                                  | 16 710 023      | 8 травня 2014     |           |
| 74.  | «SHUM» LIVE — Ukraine 🇺🇦 — First Semi-Final — Eurovision 2021                         | Go_A                                         | 16 386 116      | 18 травня 2021    |           |
| 75.  | «Маша та Ведмідь: Пісня Красуня (Така гарна — аж страшно!)»                           | Галина Дубок і Борис Кутневич                | 15 681 499      | 26 квітня 2015    |           |
| 76.  | «Свята»                                                                               | KAZKA                                        | 15 640 681      | 16 вересня 2017   |           |
| 77.  | «Little big — I'm OK», пародія                                                        | Чоткий Паца (за участю Ільїча)               | 15 509 739      | 22 серпня 2019    |           |
| 79.  | «Пісня Сміливих Дівчат» [OFFICIAL AUDIO]                                              | KAZKA                                        | 15 094 809      | 14 червня 2019    |           |
| 80.  | «Хто, як не ти?» (Наживо у Львівській Опері 2017)                                     | Христина Соловій                             | 15 035 263      | 8 вересня 2017    |           |
| 81.  | «Крузак»                                                                              | Skofka                                       | 14 745 345      | 22 квітня 2021    |           |
| 82.  | «Дим» (Музична премія YUNA 2019)                                                      | Время и Стекло                               | 14 226 063      | 1 квітня 2019     |           |
| 84.  | «Ой, у гаю при Дунаю»                                                                 | Александр Дадали                             | 14 714 075      | 9 червня 2017     |           |
| 85.  | «Хто твій батя?»                                                                      | Чоткий Паца                                  | 13 965 192      | 10 квітня 2016    |           |
| 86.  | «Лебеді кохання»                                                                      | Ярослав Борута і Світлана Весна              | 13 894 599      | 14 вересня 2017   |           |
| 86.  | «Де би я»                                                                             | Сергій Бабкін                                | 13 771 843      | 12 вересня 2017   |           |
| 87.  | «Мам»                                                                                 | Скрябін                                      | 13 719 387      | 2 червня 2015     |           |
| 88.  | «Тримай» (Official Audio)                                                             | NK                                           | 13 531 469      | 13 березня 2018   |           |
| 89.  | «Лисички» — З Любов'ю До Дітей                                                        | Вероніка Шаповалова                          | 13 526 031      | 16 лютого 2016    |           |
| 90.  | «НЕХОЧУХА» — З Любов'ю До Дітей                                                       | Юстина Оршак                                 | 13 167 955      | 13 лютого 2018    |           |
| 92.  | «Спи собі сама»                                                                       | Андрій Хливнюк                               | 13 070 485      | 2 червня 2015     |           |
| 93.  | «Така як ти»                                                                          | Океан Ельзи                                  | 12 629 105*     | 8 травня 2013     |           |
| 94.  | «Мати каже правду»                                                                    | Еліна Іващенко та Олег Винник                | 12 586 105*     | 12 вересня 2019   |           |
| 95.  | «ЦІПОНЬКИ» — З Любов'ю До Дітей                                                       | музична студія «Джерело»                     | 12 582 765      | 30 вересня 2017   |           |
| 96.  | «МУРЧИК МЯУ» — З Любов'ю До Дітей                                                     | студія «Подих весни» та студія «Дотик сонця» | 12 253 986      | 25 вересня 2015   |           |
| 97.  | Колискова «Тиша, вечір на дворі» — З Любов'ю До Дітей                                 | Яна Решко                                    | 12 226 035      | 28 квітня 2016    |           |
| 98.  | «Мамо, я закохався»                                                                   | Роман Скорпіон                               | 12 104 068      | 9 березня 2017    |           |
| 99.  | «Плакала» (пародія)                                                                   | Чоткий Паца                                  | 12 015 043      | 18 січня 2019     |           |
| 100. | «NK — ПОПА КАК У КИМ» (ПАРОДІЯ)                                                       | Чоткий Паца                                  | 12 012 315      | 29 березня 2019   |           |
| 101. | «GAYAZOV$ BROTHER$» (Пародія)                                                         | Сільрада                                     | 11 065 140      | 11 травня 2019    |           |
| 102. | «Мамочка моя»                                                                         | Наталія Май                                  | 10 836 895*     | 8 квітня 2014     |           |
| 103. | «Сама п`ю, сама наливаю, сама собі стелю...»                                          | Марина і компанія                            | 10 404 308      | 13 березня 2018   |           |
| 104. | «ПСЗ. Юрко бик»                                                                       | ВІА Кіп'яток                                 | 10 146 304      | 27 серпня 2015    |           |
| 105. | «Наречена»                                                                            | Михайло Хома                                 | 9 480 101*      | 10 березня 2013   |           |
| 106. | «Ой, ти лілія-лілія..»                                                                |                                              | 9 323 954       |                   |           |
| 107. | «Ты поправилась Наташа» (не официальный клип)                                         | Виталька                                     | 9 106 004       | 15 жовтня 2016    |           |
| 108. | «Апчих»                                                                               | Студія Лева                                  | 8 775 711       | 8 квітня 2014     |           |
| 109. | «Solovey» Ukraine 🇺🇦 — Official Video — Eurovision 2020                               | Go_A                                         | 8 477 255       | 22 лютого 2020    |           |
| 110. | «Випускний»                                                                           | ВІА Кіп'яток                                 | 8 436 393       | 20 травня 2017    |           |
| 111. | «Yanky»                                                                               | ДахаБраха                                    | 8 390 379       | 28 червня 2016    |           |
| 112. | «Пісня Про Кульбабу» — З Любов'ю До Дітей                                             | Наталія Май                                  | 8 380 564       | 11 квітня 2016    |           |
| 115. | «Баранці»                                                                             | Ганна Чубач                                  | 8 071 359       | 12 січня 2015     |           |
| 116. | «САМА» [OFFICIAL AUDIO]                                                               | KAZKA                                        | 7 851 754       | 14 березня 2018   |           |
| 117. | «ТАНЦІ» [OFFICIAL AUDIO]                                                              | KAZKA                                        | 7 752 980       | 17 березня 2018   |           |
| 118. | «Державний Гімн України»                                                              |                                              | 7 737 323       | 15 серпня 2008    |           |
| 119. | «Ой у вишневому саду»                                                                 | Дарина Кирилко і Мар'яна Чорна               | 7 501 654       | 23 липня 2016     |           |
| 121. | «Ти ж мене підманула…»                                                                |                                              | 7 325 546       | 19 квітня 2010    |           |